# Chinese Taipei Open 1994
Die Chinese Taipei Open 1994 im Badminton fanden vom 12. bis zum 16. Januar 1994 in Taipeh statt. Das Preisgeld betrug 110.000 US-Dollar, was dem Turnier zu einem Fünf-Sterne-Status im Grand Prix verhalf.

## Sieger und Platzierte
| Disziplin    | Gold                           | Silber                             | Bronze                             |
| ------------ | ------------------------------ | ---------------------------------- | ---------------------------------- |
| Herreneinzel | Heryanto Arbi                  | Thomas Stuer-Lauridsen             | Poul-Erik Høyer Larsen             |
| Herreneinzel | Heryanto Arbi                  | Thomas Stuer-Lauridsen             | Park Sung-woo                      |
| Dameneinzel  | Susi Susanti                   | Kim Ji-hyun                        | Zarinah Abdullah                   |
| Dameneinzel  | Susi Susanti                   | Kim Ji-hyun                        | Jaroensiri Somhasurthai            |
| Herrendoppel | Rudy Gunawan Bambang Suprianto | Jens Eriksen Christian Jakobsen    | Ha Tae-kwon Yoo Yong-sung          |
| Herrendoppel | Rudy Gunawan Bambang Suprianto | Jens Eriksen Christian Jakobsen    | Rudy Gunawan Haditono Eddy Hartono |
| Damendoppel  | Finarsih Lili Tampi            | Lotte Olsen Lisbet Stuer-Lauridsen | Christine Gandrup Lim Xiaoqing     |
| Damendoppel  | Finarsih Lili Tampi            | Lotte Olsen Lisbet Stuer-Lauridsen | Julie Bradbury Gillian Clark       |
| Mixed        | Michael Søgaard Gillian Gowers | Peter Axelsson Marlene Thomsen     | Simon Archer Joanne Davies         |
| Mixed        | Michael Søgaard Gillian Gowers | Peter Axelsson Marlene Thomsen     | Pär-Gunnar Jönsson Maria Bengtsson |

## Finalergebnisse
| Disziplin    | Sieger                         | Finalist                           | Ergebnis     |
| ------------ | ------------------------------ | ---------------------------------- | ------------ |
| Herreneinzel | Heryanto Arbi                  | Thomas Stuer-Lauridsen             | 15-3, 15-2   |
| Dameneinzel  | Susi Susanti                   | Kim Ju-hyun                        | 11-2, 11-5   |
| Herrendoppel | Rudy Gunawan Bambang Suprianto | Christian Jakobsen Jens Eriksen    | 15-1, 15-8   |
| Damendoppel  | Finarsih Lili Tampi            | Lotte Olsen Lisbet Stuer-Lauridsen | 15-9, 15-4   |
| Mixed        | Michael Søgaard Gillian Gowers | Peter Axelsson Marlene Thomsen     | 18-14, 15-10 |